# 綾小路有良
綾小路 有良（あやのこうじ ありかず）は、幕末の公家、明治期の雅楽家・華族。子爵。

## 経歴
山城国京都で、侍従・綾小路俊賢の長男として生まれる。安政5年11月7日（1858年12月11日）元服して昇殿を許され従五位上に叙せられた。文久2年12月7日（1863年1月26日）侍従に任じられ孝明天皇、明治天皇に仕える。左近衛権少将、侍従、兼雅楽助、神楽御人数、兼次侍従・雅楽助、式部寮御用掛、侍従、兼大伶人などを歴任し、1873年9月27日に家督を相続した。
1884年7月8日、子爵を叙爵。1886年、御歌所参候となり、雅楽部長、式部職主事などを務め、1886年から歌会始で披講の発声を担当した。三オクターブの声域があったと言われている。

## 系譜
- 父：綾小路俊賢
- 母：綾小路従子（櫛笥隆起娘）[1][3]
- 先妻：綾小路八愛子（やえこ、分部光寧二女）[1]
- 後妻：綾小路益（ます、竹屋光有二女）[1]
- 妹：久松幹（久松定法継室）・金子瀧子（金子有卿妻）[1]
- 養子：綾小路茂俊 - 庭田重直の次男